# Rhexocercosporidium
Rhexocercosporidium is een geslacht van schimmels uit de orde Helotiales. De typesoort is Rhexocercosporidium camporesii.

## Soorten
Volgens Index Fungorum telt het geslacht vier soorten (peildatum maart 2022):
| Soortnaam                      | Auteur(s)                  | Publicatiejaar |
| ------------------------------ | -------------------------- | -------------- |
| Rhexocercosporidium camporesii | Phutthacharoen & K.D. Hyde | 2021           |
| Rhexocercosporidium carotae    | (Årsvoll) U. Braun         | 1994           |
| Rhexocercosporidium panacis    | Reeleder                   | 2007           |
| Rhexocercosporidium senecionis | Phutthacharoen & K.D. Hyde | 2020           |